# Tocris
Tocris är ett släkte av skalbaggar. Tocris ingår i familjen vivlar.
Kladogram enligt Catalogue of Life:
| Tocris | \| \| Tocris aterrima \| \| \| \| \| \| Tocris hamiltoni \| \| \| \| \| \| Tocris laevicostata \| \| \| \| \| \| Tocris pascoi \| \| \| \| |
|        | \| \| Tocris aterrima \| \| \| \| \| \| Tocris hamiltoni \| \| \| \| \| \| Tocris laevicostata \| \| \| \| \| \| Tocris pascoi \| \| \| \| |
|        | Tocris aterrima |
|        | |
|        | Tocris hamiltoni |
|        | |
|        | Tocris laevicostata |
|        | |
|        | Tocris pascoi |
|        | |